# جورجیو پیاسنتینی
جورجیو پیاسنتینی (انگلیسی: Giorgio Piacentini؛ زادهٔ ۳۰ آوریل ۱۹۹۷) بازیکن فوتبال است.
وی همچنین در تیم‌های ملی فوتبال زیر ۱۵ سال ایتالیا، زیر ۱۶ سال ایتالیا، زیر ۱۷ سال ایتالیا، و زیر ۱۸ سال ایتالیا بازی کرده‌است.